# Biemna microacanthosigma
Biemna microacanthosigma är en svampdjursart som beskrevs av Mothes, Hajdu, Lerner och van Soest 2004. Biemna microacanthosigma ingår i släktet Biemna och familjen Desmacellidae.
Artens utbredningsområde är havet utanför Brasilien. Inga underarter finns listade i Catalogue of Life.